# متحف دار الصيد

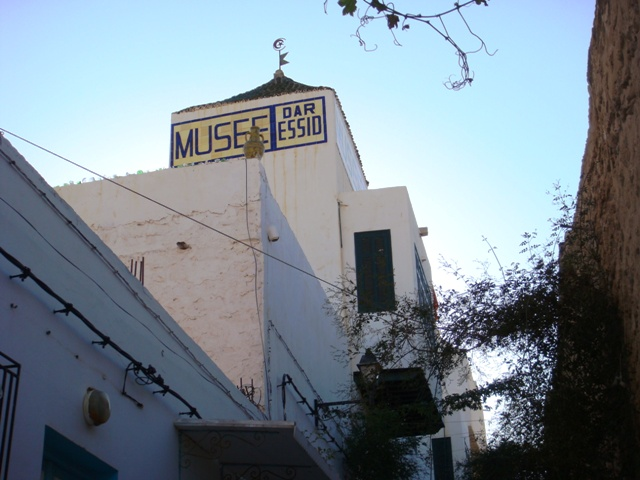
متحف دار الصيد في ديسمبر 2008.

دار الصيد  هو متحف تونسي في قصر يقع في مدينة سوسة العتيقة، كان ينتمي لعائلة أرستوقراطية.

المتحف يستحضر الحياة اليومية الحضرية في سوسة في القرن الثامن عشر والتاسع عشر.